# Таврический конноегерский полк
Таврический (изначально Павлоградский) конноегерский полк — кавалерийская часть Русской императорской армии.

## История
Сформирован 29 августа 1790 года из Таврического и Константиноградского легкоконных полков Павлоградский конноегерский полк в составе 10 эскадронов. 25 сентября того же года переименован в Таврический конноегерский полк.
Участвовал в штурме крепости Анапа.
29 ноября 1796 года расформирован, личный состав направлен на укомплектование Александрийского, Мариупольского и Ольвиопольского гусарских полков и Лейб-Кирасирского полка.

## Командиры
29.08.1790-29.11.1796 — полковник Годлевский, Станислав Францевич

## Известные люди, служившие в полку
- Ивашев, Пётр Никифорович, генерал-майор
- Кобле, Фома Александрович, генерал-майор
- Лидерс, Николай Иванович, генерал-майор